# Martha Hooper Blackler
Martha Hooper Blackler bzw. Martha Kalopothakis (griechisch Μαρθα Καλοποθάκης, * 1. Juni 1830 in Marblehead, Massachusetts; † 16. Dezember 1871 in Athen) war eine amerikanische Missionarin in Griechenland.

## Leben
Martha Hooper Blackler heiratete 1858 Michail Kalopothakis, als dieser in New York Medizin und Theologie studierte, und ging mit ihm daraufhin nach Griechenland, wo er als protestantischer Missionar arbeitete. Schnell lernte sie Griechisch und unterstützte ihn bei der Herausgabe einer wöchentlichen Zeitschrift. Darüber hinaus erwarb sie großen Einfluss bei den griechischen Frauen. Später übersetzte sie auch Bücher aus dem Englischen und gab eine Jugendzeitschrift auf Griechisch heraus.
Mit 41 Jahren verstarb sie.

## Familie
Ihre Kinder Demetrios Kalopothakes und Mary Kalopothakes führten das Werk ihrer Eltern fort.